# NGC 6074/2
NGC 6074/2 је елиптична галаксија у сазвежђу Херкул која се налази на NGC листи објеката дубоког неба.
Деклинација објекта је + 14° 15' 18" а ректасцензија 16h 11m 16,8s. Привидна величина (магнитуда) објекта NGC 6074 износи 16,1 а фотографска магнитуда 17,1. NGC 60742 је још познат и под ознакама MCG 2-41-16, CGCG 79-75, PGC 57418.